# Dyomyx ocala
Dyomyx ocala är en fjärilsart som beskrevs av William Schaus 1911. Dyomyx ocala ingår i släktet Dyomyx och familjen nattflyn. Inga underarter finns listade i Catalogue of Life.